# 羅斯維爾 (伊利諾伊州沃倫縣)
羅斯維爾（英語：Roseville）是位於美國伊利諾伊州沃倫縣的一個村落。

## 地理
羅斯維爾的座標為40°43′51″N 90°39′50″W / 40.73083°N 90.66389°W，而該地最高點為海拔高度226米（即741英尺）。

## 人口
根據2010年美國人口普查的數據，羅斯維爾的面積為2.10平方千米，當中陸地面積為2.10平方千米，而水域面積為0.00平方千米。當地共有人口989人，而人口密度為每平方千米470人。